# Орловка (Сердобский район)
Орло́вка — деревня в Сердобском районе Пензенской области. Входит в состав Песчанского сельсовета.

## География
Деревня находится в юго-западной части Пензенской области, на расстоянии примерно 14 км (по прямой) к северо-востоку от города Сердобск, административного центра района.

### Часовой пояс
Деревня Орловка, как и вся Пензенская область, находится в часовой зоне МСК (московское время). Смещение применяемого времени относительно UTC составляет +3:00.

## Население
| 2010 |
| ---- |
| 41   |

### Национальный состав
Согласно результатам переписи 2002 года, в национальной структуре населения русские составляли 96 % из 86 чел.